# Гайдоальд

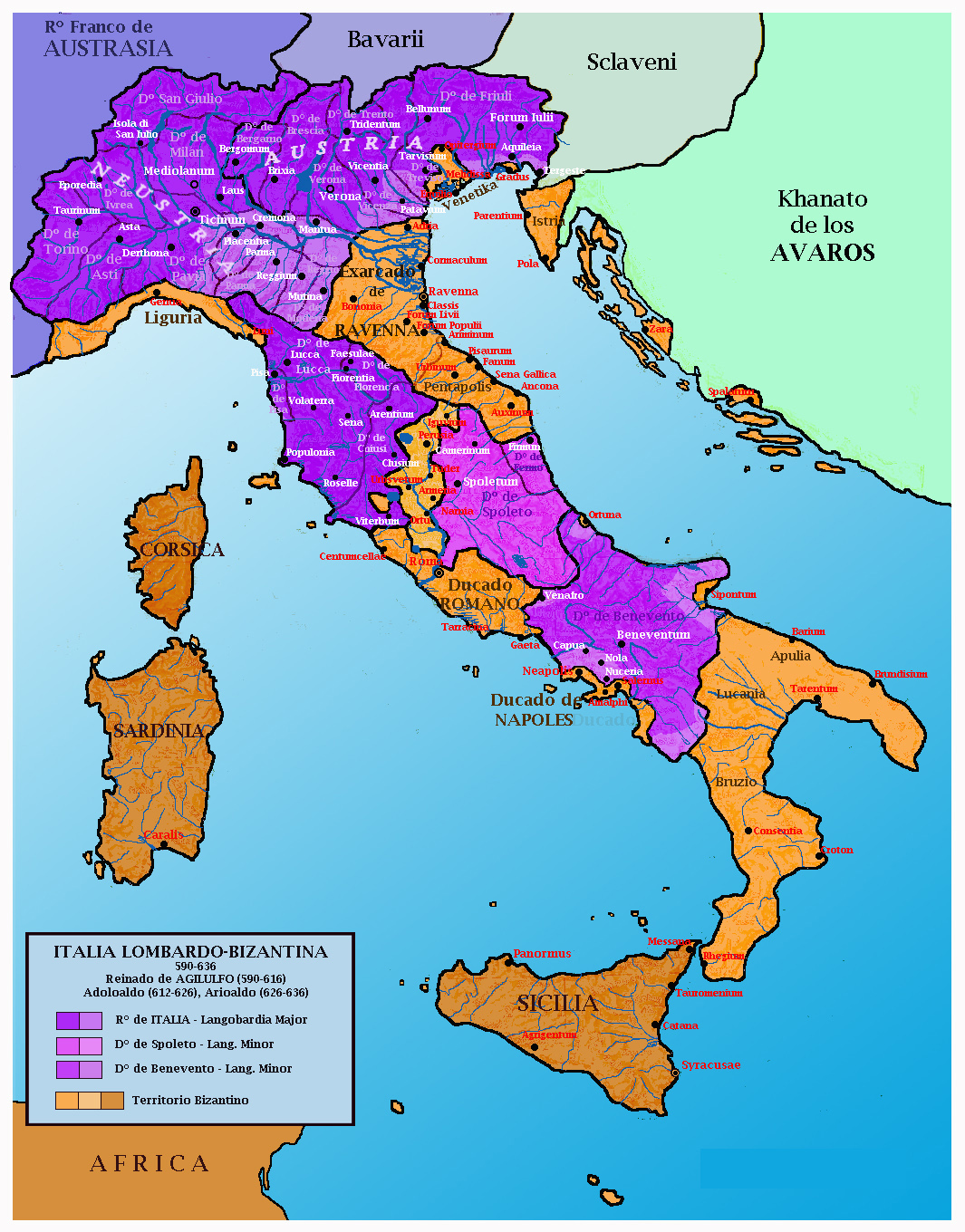
Апеннинский полуостров в 590—636 годах

Гайдоальд (также Гайдуальд или Гадоальд; лат. Gaidoaldus, Gaidualdus или Gadoaldus; умер не ранее 612) — лангобардский герцог Тренто с 595 года.

## Биография
Основной нарративный источник о Гайдоальде — «История лангобардов» Павла Диакона. Скорее всего, этот историк позаимствовал сведения из труда современника Гайдоальда Секунда Трентского. Предполагается, что описывая события с лангобардского завоевания Апеннинского полуострова до начала второго десятилетия VII века, Павел Диакон почти дословно передал в своей «Истории лангобардов» текст сочинения своего предшественника.
О происхождении и ранних годах жизни Гайдоальда сведений в средневековых источниках не сохранилось. На основании ономастических данных предполагается, что он мог быть родственником живших в Баварии Агилольфингов. Первые свидетельства о Гайдоальде относятся к тому времени, когда он уже был правителем Трентского герцогства. В исторических документах он упоминается как дукс (герцог). Трентское герцогство имело важное стратегическое значение, так как находилось на путях, связывавших Лангобардское королевство с франкской Австразией и Баварией. Гайдоальд получил герцогство от короля Агилульфа в 595 году после смерти Эвина, женатого на сестре королевы Теоделинды. Брат жён Агилульфа и Эвина Гундоальд стал герцогом Асти, после того как 589 году был вынужден бежать из Баварии к лангобардам. Назначение Гайдоальда герцогом подразумевает его тесные связи с королевской семьёй, возможно, основанные на родстве с Агилольфингами. Скорее всего, Гайдоальд был приближённым Агилульфа ещё до получения герцогского титула.
Происходившие тогда споры о трёх главах вызвали раскол среди христиан Апеннинского полуострова. Не остались в стороне от этих событий и влиятельнейшие церковные деятели Тренто: Секунд и местный епископ Агнелл. Данная Павлом Диаконом характеристика Гайдоальда как «мужа хорошего и придерживавшегося католической веры» свидетельствует, что в этих спорах герцог был среди сторонников трёх глав.
Несмотря на родственные связи, Гайдоальд по неизвестным причинам поднял мятеж против Агилульфа. Одновременно с Гайдоальдом о своей непокорности королю объявил и герцог Фриуля Гизульф II, заключивший союз с герцогом Тренто. Точная дата этих событий не установлена: предлагаются различные варианты с 599 по 603 год включительно. Возможно, мятежники намеревались воспользоваться успехами экзарха Равенны Каллиника, в 601 году возобновившего военные действия против лангобардов. Тогда византийцам удалось внезапным нападением захватить Парму и пленить здесь дочь Агилульфа и её мужа, герцога Гудескалька. Предполагается, что по крайней мере один из мятежников, Гизульф II Фриульский, мог вести совместные действия с византийцами, так же, как делал это и ранее. Успехи византийцев и мятежников были так велики, что под непосредственной властью короля лангобардов остались только Павия, Милан и Тусция. Однако уже в 602 году Агилульф одержал над византийской армией несколько побед, а в следующем году лангобарды достигли ещё бо́льших успехов. После этого Гайдоальд и Гизульф II снова подчинились королю. Неизвестно, когда это произошло, но, согласно композиции «Истории лангобардов» Павла Диакона, мятеж должен был прекратиться не позднее 7 апреля 603 года, когда на Пасху в Монце состоялось крещение Аделоальда, сына Агилульфа и Теоделинды.
Никаких сведений о Гайдоальде после 603 года не сохранилось. Предполагается, что так как сведения о его смерти отсутствуют в сочинении Павла Диакона, то они отсутствовали и в труде Секунда Трентского. Скорее всего, это связано с тем, что умерший в 612 году Секунд скончался ранее Гайдоальда.
Следующим после Гайдоальда известным герцогом Тренто был живший в 670—680-х годах Алахис.

## Комментарии
1. ↑  П. Антонопоулос считал события начала VII века не антикоролевским мятежом, а частным спором Гайдоальда и Гизульфа II, успешно разрешившимся при посредничестве Агилульфа[7].